# Bert Sakmann
Bert Sakmann (Stuttgart, 12 juni 1942) is een Duits celfysioloog en Nobelprijswinnaar. In 1991 won hij samen met Erwin Neher de Nobelprijs voor de Fysiologie of Geneeskunde voor het ontwikkelen van de patch-clamptechniek.

## Biografie
Sakmann is de zoon van theaterdirecteur Bertold Sakmann en Annemarie Sakmann. Hij begon zijn opleiding aan de Volksschule in Lindau en voltooide deze in 1961 aan het Wagenburg gymnasium in Stuttgart. In 1967 begon hij met een studie geneeskunde. Hij volgde deze studie in Tübingen, Freiburg, Berlijn, Parijs en München. In 1968 rondde hij zijn medische examens aan de Ludwig-Maximilians-Universiteit München af, waarna hij aan deze universiteit medisch assistent werd. Tegelijk werkte hij  als assistent bij het neurologiedepartement van het Max-Planck-Institut für Psychiatrie, onder Otto Detlev Creutzfeldt.
In 1971 vertrok Sakmann naar het University College London, waar hij werkte aan het departement biofysica onder Nobellaureaat Bernard Katz. In 1974 voltooide hij aan de Universiteit van Göttingen zijn medisch proefschrift getiteld Elektrophysiologie der neuralen Helladaptation in der Katzenretina. Daarna keerde hij terug naar het lab van Otto Creutzfeldt. In 1979 werd hij lid van de membraanbiologiegroep binnen het Max Planck Institute for Biophysical Chemistry in Göttingen.

## Werk
Samen met Erwin Neher, met wie hij zijn gehele wetenschappelijke carrière mee samenwerkte, vond Sakmann de patch-clamptechniek uit, een speciale kleine elektrode. Hiermee konden ze de geringe elektrische energie (ionenstromen) waarnemen die geproduceerd wordt in cellulaire ionenkanalen. Deze uitvinding stelde hen in staat om de functie van ionenkanalen in het celmembraan te verklaren. Dit werk zorgde voor een betere verklaring voor ziektes als diabetes, mucovicidose, epilepsie en tal van andere neuromusculaire aandoeningen. In de jaren daarna verfijnden Sakmann en Neher hun patch-clamptechniek waardoor ze nog kleinere ionenstromen konden meten.
In 1986 won Sakmann de Louisa Gross Horwitz Prize van de Columbia-universiteit, samen met Erwin Neher. In 1987 won hij de Gottfried Wilhelm Leibnizprijs van de Deutsche Forschungsgemeinschaft.
Sakmann was de oprichter van de Bert-Sakmann-Stiftung. Hij werkte een tijdje als professor aan de Ruprecht-Karls-Universiteit Heidelberg.
Sinds 2008 leidt hij een onderzoeksgroep aan het Max Planck Institute of Neurobiology.